# Wichertów
Wichertów – wieś w Polsce położona w województwie wielkopolskim, w powiecie tureckim, w gminie Przykona.
Do 1937 roku istniała gmina Wichertów. W latach 1975–1998 miejscowość administracyjnie należała do województwa konińskiego.
Miejsce urodzenia generała Edmunda Leopolda Świdzińskiego (1848-1919).